# Nynazisme
Nynazisme dækker de forsøg på at genoplive nazismen efter anden Verdenskrig. Ifølge Lindboe er nynazistiske hate crimes at forstå som politisk aktivitet.